# Karita
Karita paludosa és una espècie d'aranya araneomorfa de la subfamília Erigoninae, dins de la família Linyphiidae. És l'únic membre del gènere monotípic Karita.
Fou descrita per primera vegada per A. V. Tanasevitch l'any 2007,

## Distribució
És un endemisme de Belgica, Alemanya, República d'Irlanda, Polònia, Rússia, i el Regne Unit.